# Alberona
Alberona é uma comuna italiana da Apúlia, província de Foggia, com cerca de 1.134 habitantes. Estende-se por uma área de 49 km², tendo uma densidade populacional de 23 hab/km². Faz fronteira com Biccari, Lucera, Roseto Valfortore, San Bartolomeo in Galdo (BN), Volturara Appula, Volturino.
Pertence à rede das Aldeias mais bonitas de Itália.

## Demografia
| Variação demográfica do município entre 1861 e 2011                               |
|                                                                                   |
| Fonte: Istituto Nazionale di Statistica (ISTAT) - Elaboração gráfica da Wikipedia |